# نادي كامبريدج لكرة القدم
نادي كامبريدج لكرة القدم هو نادي كرة قدم في جامعة كامبريدج ، الذي يختصر أحيانًا «كوركوف» ، هو نادي في اتحاد الروغبي التابع لجامعة كامبريدج .
يلعب الفريق مع نادي أكسفورد لكرة القدم في المباريات الجامعية السنوية على ملعب تويكنهام كل شهر ديسمبر.
يرتدي لاعبو كامبردج قمصانًا باللونين الأزرق الفاتح والأبيض مع شعار الأسد الأحمر.
يقع استاد كوروفك في غرب كامبريدج ، بجانب طريق غرانغ .

## التاريخ

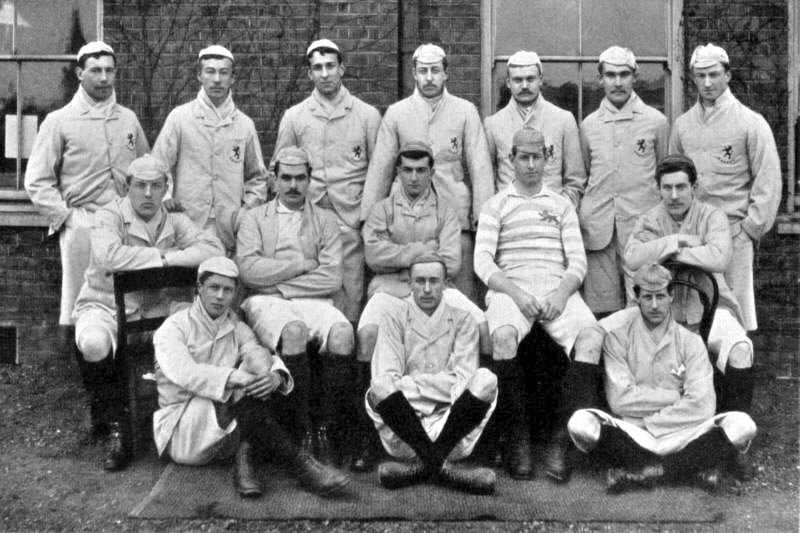
فريق جامعة كامبريدج عام 1890

يُعتقد أن كرة القدم قد أدخلت إلى جامعة كامبريدج عام 1839 من قبل ألبرت بيل .  كان بيل قد سجل في كامبريدج بعد الصعود من مدرسة الرجبي ، حيث يعتقد أن لعبة الرجبي نشأت.
تم تأسيس نادي اتحاد الرجبي بجامعة كامبريدج رسميًا في عام 1872 ، بعد حوالي ثلاث سنوات من تأسيس نادي أوكسفورد للرجبي. كانت المباراة الجامعية الأولى بين الفريقين في 10 فبراير 1872. 
قاد فريق كامبردج الكابتن إسحاق كاولي لامبرت ، مرتديا قمصانًا وردية مرسوم عليها حرف على الثدي الأيسر. خسر كامبريدج ، الذي لعب خارج ملعبه في أكسفورد ، بهدف واحد مقابل لا شيء.
ساعد مسؤولو كورفوك في وضع قوانين اللعبة التي اعتمدها اتحاد الرجبي لكرة القدم (RFU) عندما تأسست في عام 1871.
أصبحت كامبريدج هيئة تأسيسية للاتحاد في عام 1872 ، وهو وضع لا يزال النادي يحمله حتى اليوم.
وفي عام 1874 ، قدمت كامبريدج لاعبها الدولي الأول جون باتن الذي مثل إنجلترا في اللقاء الثالث ضد اسكتلندا .

## روابط خارجية
- موقع جامعة كامبريدج للرجبي